# Société coopérative et participative
Uma Société coopérative et participative (Sociedade cooperativa e participativa) (SCOP), às vezes, também chamada de “empresa de produção cooperativa de trabalhadores” ou “sociedade cooperativa de trabalhadores”, é, segundo a lei francesa nº 78-763 de 19 julho de 1978, uma empresa comercial constituída como sociedade anônima, sociedade de responsabilidade limitada ou sociedade anônima simplificada, que difere das empresas tradicionais, principalmente, devido ao poder de decisão dos trabalhadores sobre a gestão.

## Precedentes
Em 1791, foram publicadas duas leis na França, que restringiram o direito de associação dos trabalhadores:
1. A Lei de Allarde (essa denominação advém do nome de seu relator: Pierre d'Allarde), aprovada no dia 17 de março;
2. A Lei de Le Chapelier (essa denominação advém do nome de seu autor: Isaac Le Chapelier), promulgada no dia 17 de junho.

Em fevereiro de 1848, assumiu um governo provisório que autorizou as associações de trabalhadores. Nesse contexto, Louis Blanc, criou as Oficinas Nacionais, que teriam breve duração. No entanto, essa liberdade duraria poucos meses e logo voltaria a haver repressão contra as associações de trabalhadores.
Em 1864, o Estado voltou a autorizar associações de trabalhadores por meio da "Lei de Ollivier".
Em 1871, durante a Comuna de Paris, associações de trabalhadores passaram a gerir as empresas abandonadas pelos proprietários durante o período revolucionário.
Em 1884, surgiu a "Chambre consultative des associations ouvrières de production" (Câmara Consultiva das Associações Operárias de Produção).
Em 1892, foi fundada a International Co-operative Alliance (Aliança Cooperativa Internacional).
Em 1885, Charles Gide fundou a Escola de Nîmes, que influenciaria fortemente o cooperativismo na França.
Em 1900, a França contava com cerca de 250 cooperativas de produção, quantidade que, dobraria em 10 anos, ou seja, em 1910, existiam 500 cooperativas de produção, abrangendo 20.000 integrantes.
Em 1947, foi publicada a Lei nº 47-1775, de 10 setembro 1947, que estabelece o estatuto jurídico das sociedades cooperativas na França.

## Consequências
Em 1979, pouco depois da publicação da Lei (francesa) nº 78-763, de 1978, que instituiu as sociedades cooperativas e participativas (SCOP's), a França tinha cerca de 650 SCOP's registradas.
Em 1985, existiam 1.300 SCOP's registradas, nas quais trabalhavam cerca de 40.000 pessoas.
A partir das SCOP's, surgiram outros tipos de cooperativas, tais como:
- as Cooperativas de Atividade e Emprego (CAE's), instituídas pelo art. 70 da Lei francesa n° 2014-856, de 31 julho de 2014, que alterou a Lei francesa n° 47-1775, de 1947[5] (em dezembro de 2020 estavam registradas cerca de 150 CAE's na França, nas quais trabalhavam cerca de 12.000 pessoas[6]); e
- as Sociedades Cooperativas de Interesse Coletivo (SCIC's), instituídas pelo art. 36 da Lei francesa n° 2001-624, de 17 julho, de 2001, que alterou a Lei francesa n° 47-1775, de 1947[7].

Em 2010, foi colocado em desuso a expressão Cooperativa Operária de Produção, para dar preferência à expressão: "Sociedade Cooperativa e Participativa" (SCOP) e foi lançada uma campanha nacional de comunicação .
Em 2014, a Lei francesa n° 2014-856, de 31 julho de 2014, alterou diversas disposições específicas para SCOP's, SCIC's e CAE's.
Em 2020, tinha 3.611 sociedades cooperativas nas quais trabalham mais de 67.000 pessoas.

## Características
- Até 49% do capital social pode pertencer a não cooperados (investidores externos) que poderão ter, no máximo, 35% dos direitos de voto;
- os lucros da empresa são divididos em três “partes”: no mínimo, 25% será distribuído em função da colaboração como mão de obra; no máximo, 33% será distribuídos aos titulares do capital (dividendos); e no mínimo 16% será destinado às reservas, consideradas “indivisíveis”, que servem para fortalecer o patrimônio da empresa.